# Gertie Hampel-Faltis
Gertie Hampel–Faltis (5. října 1897 Teplice nad Metují – 21. října 1944 Teplice nad Metují) byla česko-německá spisovatelka a básnířka.

## Životopis
Rodiče Gertie byli Friedrich Faltis továrník, majitel panství a zámku v Dolních Teplicích,1 a Johanna Faltis-Hoser z Trutnova. Měla dva sourozence, Fritze Faltise (1894–1917), který padl v první světové válce, a Juttu Stenzel-Faltis.
Gertie Hampel-Faltis vyrostla na zámku v Dolním Teplicích. Dostávala soukromé lekce a hrála na klavír. Ráda chodila do divadla a na koncerty, měla četné kontakty s umělci, např. se spisovatelem Josefem Mühlbergrem. Vdala se (1927) za Kurta Hampela (1904/1905), krejčího z Trutnova, měli spolu dceru Renate Hampel-Faltis (1928/1929). Po otcově smrti převzala Gertie panství i zámek. Po válce bylo obojí znárodněno.
Psala básně, příležitostně i příběhy a náladové obrázky, které se objevovaly v Ostböhmische Heimat a ve Witiko: Zeitschrift für Kunst und Dichtung.

## Dílo

### Básně
- Das grosse Rauschen – Eger: Adalbert Stifter, 1931